# Page (Nebraska)
Page – wieś w Stanach Zjednoczonych, w stanie Nebraska, w hrabstwie Holt.